# Galeria Tarnovia
Galeria Tarnovia – centrum handlowo-usługowe zlokalizowane w Tarnowie przy ul. Krakowskiej 149 (między ulicami: Braci Żmudów i Ks. Skorupki). Znajduje się przy głównej trasie wylotowej z miasta w kierunku Brzeska, Bochni i Krakowa.
Powierzchnia całkowita Galerii Tarnovia wynosi 36,5 tys. m², z czego blisko 17 tys. zajmuje powierzchnia handlowo - rozrywkowa. Na dwóch poziomach Galerii znajduje się ok. 60 sklepów, punktów usługowych oraz jedyne w mieście, nowoczesne, wielosalowe kino sieci Multikino  . W części podziemnej znajduje się parking na ok. 420 pojazdów, a także myjnia samochodowa z usługami wulkanizacyjnymi.